# Ferenc Sas
Ferenc Sas – geboren als Ferenc Sohn, in Argentinien bekannt als Francisco „Sas“ Sohn – (* 16. August 1915 in Budapest, Österreich-Ungarn; † 3. September 1988 in Buenos Aires, Argentinien) war ein ungarischer Fußballspieler, der in den 1930er Jahren mit dem Hungária MTK FC und den Boca Juniors Landesmeister und 1938 mit der Nationalmannschaft Vizeweltmeister wurde.

## Leben

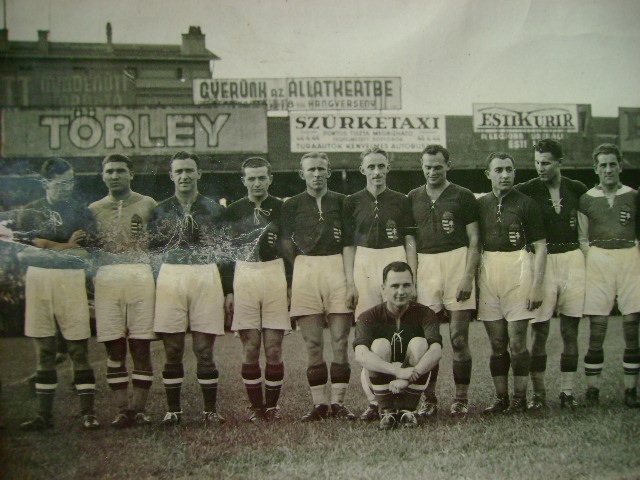
Ungarische Nationalmannschaft mit Ferenc Sas (rechts)
(Aus seinem Nachlass)

Ferenc Sas wurde als Sohn von Leopold, der im Ersten Weltkrieg fiel, und Roza Sohn geboren, änderte später seinen Namen in Sas, ungarisch für „Adler“ um. Die Ungarisierung des Namens sollte in der Zeit des ungarischen Nationalismus die Aufnahme in die Nationalmannschaft ermöglichen.
Der rechte Flügelstürmer Sas wechselte 1934 vom Budapester Amateurklub Elektromos FC Budapest zur Mannschaft des Hungária FC, seinerzeitiger Name des MTK Budapest, wo er vor allem durch seine Schnelligkeit und seine technischen Fähigkeiten überzeugen konnte, während der Zweikampf nicht zu seinen Stärken zählte. Er spielte in einer Sturmreihe mit Pál Titkos und Wudi Müller in der von Alfréd Schaffer betreuten Mannschaft, die 1935/36 und 1936/37 zweimal in Folge die ungarische Meisterschaft gewinnen konnte.
Sein Debüt der Nationalmannschaft gab Sas bei einem 5:3-Sieg gegen Österreich im April 1936, als er mit Jenő Vincze die rechte Sturmseite bildete. Wenige Tage später erzielte er gegen Irland seinen ersten Treffer für Ungarn. Die nächsten beiden Jahre gehörte Sas zur Stammformation des Nationalteams.

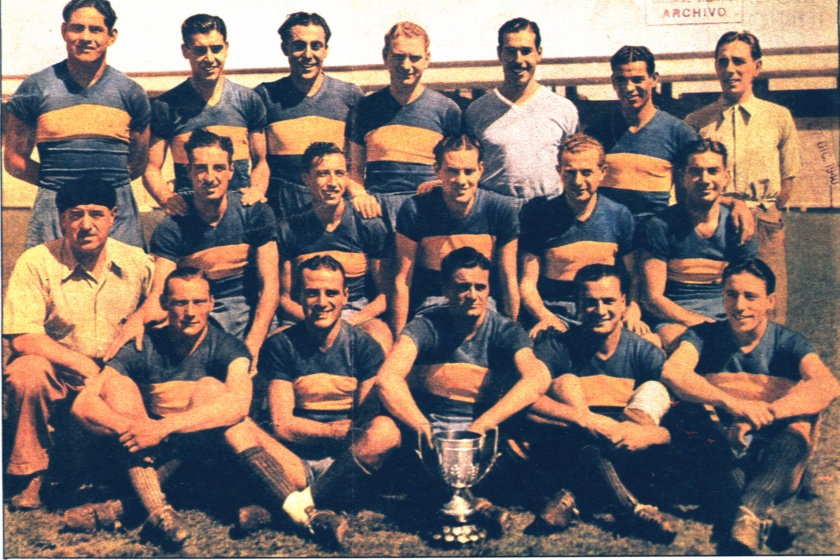
Boca Juniors Meistermannschaft 1940: Hinten: Ibáñez, Lazzatti, Angeletti, Valussi, Estrada, General Viana; Mitte: Sobral (Trainer), Marante, Arcadio López, Carniglia, Ferenc Sas, Arico Suárez; Vorn: Tenorio, Alarcón, Sarlanga, Gandulla, Emeal

Im Jahr 1937 gehörte Sas der mitteleuropäischen Auswahl an, welche in einem von der FIFA organisierten Spiel in Amsterdam auf eine Auswahl Westeuropas traf. Der Flügelstürmer erzielte nach Vorarbeit von György Sárosi und Silvio Piola zwei Tore zum 3:1-Sieg seiner Mannschaft.
1938 gehörte er zur von Alfréd Schaffer trainierten ungarischen Mannschaft, die an der Weltmeisterschaft in Frankreich teilnahm. Nach Siegen über Niederländisch-Indien und die Schweiz standen die Ungarn im Halbfinale gegen Schweden, wo Sas der Führungstreffer zum 2:1 gelang, ehe das Spiel schließlich mit 5:1 endete. Im Finale traf Ungarn auf die Italiener, die mit Silvio Piola und Giuseppe Meazza zwei der besten Spieler jener Ära in ihren Reihen hatten, wobei Sas das zwischenzeitliche 1:1 durch Titkos einleitete. Das Spiel ging mit 2:4 verloren und war das 17. und letzte Antreten das Rechtsaußen im Nationalteam.
1938 verließ Sas den MTK und debütierte im Dezember in einem Freundschaftsspiel für die Boca Juniors in Buenos Aires, Argentinien. Mit Boca, erzielte 1939 in 24 Meisterschaftsspielen neun Tore und war neben zwei weiteren Spielern, bester Schütze des Vereins. 1940 gewann er mit den Juniors die Meisterschaft, er kam aber aufgrund der starken Konkurrenz hier nur mehr vier Mal zum Einsatz. Im März 1941 kam er bei einem Freundschaftsspiel zu seinem letzten Spiel für die Juniors. Ab 1943 spielte er für drei Spielzeiten beim seinerzeitigen Zweitligisten Argentinos Juniors. In 74 Partien erzielte er dort 12 Tore. Seine Karriere beschloss er im Amateurbereich bei Macabi in Buenos Aires.
In Argentinien heiratete er seine ihm aus Ungarn nachgereiste Verlobte Erszebet Boszi, mit der er einen Sohn hatte. Er arbeitete später beim Colegio David Wolfsohn und Macabi als Trainer. Beruflich war er auch im bekannten Bekleidungshaus Raitor, für Kinos und ein Juweliergeschäft tätig.

## Erfolge
- Vizeweltmeister: 1938
- Ungarische Nationalmannschaft: 1936–1938, 17 Spiele/3 Tore
- Ungarischer Meister: 1935/36, 1936/37
- Argentinischer Meister: 1940